# Hathersage
Hathersage är en by och socken (civil parish) i Peak District i Derbyshire, England. Byn ligger 160 m.ö.h. strax norr om floden Derwent, cirka 16 kilometer sydväst om Sheffield och 230 kilometer nordväst om London. Hathersage har en lång och rik historia som sträcker sig från förhistorisk tid till dagens turistdestination.
Hathersage är känd för sin vackra omgivning med dalgångarna Hope Valley och Derwent Valley, sina litterära kopplingar och sin lättillgänglighet från både Sheffield och Manchester. Byn har en befolkning på cirka 2000 invånare (2024) och är ett populärt resmål för vandrare, klättrare och kulturintresserade besökare.

## Etymologi
Byns namn har omtvistad härkomst, men det är allmänt accepterat att den andra delen härstammar från det fornengelska ordet "ecg" som betyder "kant" eller "egg". I Domesday Book från 1086 omnämns byn som "Hereseige" och omkring 1220 som "Hauersegg".

## Historia
Hathersages historia sträcker sig tillbaka till förhistorisk tid, med fynd av en stenring från mesolitikum eller bronsåldern samt andra bronsålderslämningar. Under romersk tid fanns en bosättning i området, vilket bekräftas av keramikfynd och en kvarnsten samt en väg från denna period.
I Domesday Book från 1086 omnämns byn som "Hereseige" och där bodde då 10 personer. Under medeltiden grundades St Michael and All Angels' Church, och den jordvall som kallas Camp Green anlades, möjligen under dansk ockupation eller som en normandisk ringborg.
Hathersages industriella utveckling tog fart på 1700-talet med etableringen av trådtillverkning. På 1700-talet blev byn känd för sin produktion av mässingsknappar, vilket senare utvecklades till nål- och knappnålstillverkning. 
Under den industriella revolutionen diversifierades byns ekonomi ytterligare. Hathersage blev en viktig producent av kvarnstenar, som exporterades vida omkring. På 1800-talet anlades en kalkugn i Outseats-området, vilket vittnar om den fortsatta industriella utvecklingen.
I modern tid har Hathersage utvecklats till en populär turistdestination, känd för sin vackra natur och möjligheter till friluftsliv och goda service. Byn har behållit vissa industriella inslag, som exemplifieras av David Mellors moderna knivfabrik som öppnades 1990.

## Geografi
Terrängen runt Hathersage är huvudsakligen kuperad, men åt sydväst är den platt. Hathersage ligger nere i en dal. Runt Hathersage är det ganska tätbefolkat, med 86 invånare per kvadratkilometer. Närmaste större samhälle är Sheffield, 13,8 km öster om Hathersage. Trakten runt Hathersage består i huvudsak av gräsmarker.
Kustklimat råder i trakten. Årsmedeltemperaturen i trakten är 7°C. Den varmaste månaden är juli, då medeltemperaturen är 15°C, och den kallaste är februari, med 0°C.